# US Open 1986 (Badminton)
Die US Open 1986 im Badminton fanden vom 11. bis zum 16. November 1986 in Manhattan Beach in Kalifornien statt. Das Preisgeld betrug 5.000 US-Dollar.

## Finalergebnisse
| Disziplin    | Sieger                          | Finalist                        | Ergebnis          |
| ------------ | ------------------------------- | ------------------------------- | ----------------- |
| Herreneinzel | Sung Han-kuk                    | Mike Butler                     | 15-3, 15-9        |
| Dameneinzel  | Denyse Julien                   | Hisako Mori                     | 12-10, 3-11, 12-9 |
| Herrendoppel | Yao Ximing Tariq Wadood         | Tetsuya Katagiri Kiyonori Kogai | 15-4, 15-10       |
| Damendoppel  | Denyse Julien Johanne Falardeau | Yomiko Fushiki Mami Nakajima    | 18-16, 15-5       |
| Mixed        | Mike Butler Johanne Falardeau   | Peter Rawlek Susan Hill         | 15-5, 15-6        |